# Бибиана
Бибиа̀на (на италиански и на окситански: Bibiana; на пиемонтски: Bibian-a, Бибиан-а) е малък град и община в Метрополен град Торино, регион Пиемонт, Северна Италия. Разположен е на 406 m надморска височина. Към 1 януари 2020 г. населението на общината е 3476 души, от които 378 са чужди граждани.